# Lindsey Buckingham
Lindsey Adams Buckingham (Palo Alto, 3 de outubro de 1949) é um cantor, compositor, guitarrista e produtor musical americano, mais conhecido por ter sido um dos integrantes da banda Fleetwood Mac de 1974 a 1987 e de 1997 a 2018. Fora seu trabalho com o grupo, o músico lançou seis álbuns solo inédito e três registros ao vivo. Como membro do Fleetwood Mac, foi inserido no Hall da Fama do Rock and Roll em 1998. Foi considerado o 100º melhor guitarrista de todos os tempos pela revista norte-americana Rolling Stone.
Com Lindsey, o Fleetwood Mac teve o seu período de maior sucesso, após a transição de banda blues nos anos 60 até o som pop rock que gerou o álbum Fleetwood Mac (1975), projeto que marcou sua estreia. Sua participação e influência no grupo se tornou dominante a medida que o sucesso cresceu, estando responsável por parte da composições, arranjos e produção musical de álbuns como Rumours (1977), Tusk (1979) e Mirage (1982), os quais venderam, juntos, mais de 40 milhões de cópias no mundo. Em 1987, logo após gravar o álbum Tango in the Night, o cantor decidiu deixar a banda, retornando apenas em 1997 para o projeto ao vivo The Dance. Buckingham ainda permaneceu no grupo por mais 21 anos, gravando projetos de estúdio e ao vivo, até ser demitido em 2018. Em 2019, o cantor passou por uma cirurgia de emergência por problemas cardíacos.
Paralelamente ao Fleetwood Mac, Buckingham iniciou sua carreira solo em 1981 com o álbum Law and Order, que incluiu a canção "Trouble". Sua obra também inclui projetos como Out of the Cradle (1992), Under the Skin (2006), Seeds We Sow (2011) e Lindsey Buckingham Christine McVie (2017), este último gravado em parceria com Christine McVie e a maioria dos integrantes do Mac. Além disso, participou de trilhas-sonoras de filmes como Férias Frustradas e De Volta para o Futuro e também colaborou como produtor musical e músico convidado para vários artistas, incluindo Nine Inch Nails, Eric Clapton, Stevie Nicks, Tom Petty and the Heartbreakers e Queens of the Stone Age. Também é conhecido por sua técnica de guitarra e violão, sem o uso de palhetas.

## Biografia
Nascido em Palo Alto, Califórnia, Buckingham foi o terceiro e mais novo filho de Rutheda (nascida Elliott) e de Morris Buckingham. Teve dois irmãos mais velhos, Jeff e Greg. Crescendo na comunidade de Atherton, na área da baía de São Francisco, Buckingham e seus irmãos foram incentivados a nadar competitivamente. Embora Buckingham tenha largado o esporte para seguir a música, seu irmão Greg foi um medalhista de prata nos Jogos Olímpicos do México, em 1968. Ele se casou com a fotógrafa Kristen Messner e tem três filhos.
A primeira experiência de Buckingham na guitarra ocorreu em uma guitarra Mickey Mouse de brinquedo, tocando a grande coleção de discos de vinil do seu irmão Jeff. Percebendo seu talento, os pais de Buckingham compraram para ele uma guitarra Harmony de 35 dólares.
Buckingham nunca tomou lições de guitarra e não estudou música. Aos 13 anos, interessou-se pela música folk e, influenciado pelos métodos do banjo, praticou os estilos fingerpicking do Kingston Trio. Aos 15 juntou-se a um pequeno grupo de música popular, cuidando dos vocais e trabalho de guitarra.

## Carreira
Buckingham conheceu Stevie Nicks durante o ensino médio, na Menlo-Atherton High School. Lindsey tocava em uma banda de rock psicodélico, mas os demais integrantes tinham deixado o grupo. Nesta época, o músico chamou Nicks para ser vocalista. Os dois desenvolveram um relacionamento amoroso e uma parceria criativa que gerou a banda Frits. Apesar das intenções psicodélicas iniciais, as músicas e o estilo de Stevie eram mais direcionadas ao country rock. Frits chegou a abrir shows de Jimi Hendrix e Janis Joplin entre 1968 a 1970. Tempos depois, os dois deixaram o grupo.
Juntos, Nicks e Buckingham seguiram como um duo, gravando demos em 1972 na cidade de Los Angeles, onde moravam.  Em 1973 assinaram com a Polydor Records e trabalharam no álbum Buckingham Nicks, produzido por Keith Olsen e com colaborações de Richard Dashut. O disco foi um fracasso comercial. No entanto, em 1974, Mick Fleetwood chegou a ouvir a canção "Frozen Love" e se interessou pelo trabalho de Lindsey. Bob Welch tinha deixado o Fleetwood Mac e Buckingham foi convidado a ser o novo vocalista e guitarrista do grupo. O músico só aceitou com a exigência de que Stevie Nicks também fizesse parte da banda. Desta forma, o instrumentista fez sua estreia no projeto Fleetwood Mac, de 1975.

## Discografia
Solo
- 1973: Buckingham Nicks
- 1981: Law and Order
- 1984: Go Insane
- 1992: Out of the Cradle
- 2006: Under the Skin
- 2008: Live at the Bass Performance Hall
- 2008: Gift of Screws
- 2011: Seeds We Sow
- 2011: Songs from the Small Machine: Live in L.A at Saban Theatre in Beverly Hills, CA / 2011
- 2012: One Man Show
- 2017: Lindsey Buckingham Christine McVie
- 2018: Solo Anthology: The Best of Lindsey Buckingham

Com o Fleetwood Mac
| Ano  | Álbum              | USA | UK | AUS | CAN | GER | SWI | AUT | SWE | FRA | RIAA certification |
| ---- | ------------------ | --- | -- | --- | --- | --- | --- | --- | --- | --- | ------------------ |
| 1975 | Fleetwood Mac      | 1   | 23 | 3   | 15  | -   | -   | -   | -   | -   | 5× Platinum        |
| 1977 | Rumours            | 1   | 1  | 1   | 1   | 6   | -   | 25  | 19  | 27  | 20x Platinum       |
| 1979 | Tusk               | 4   | 1  | 2   | 2   | 3   | -   | 4   | 8   | 6   | 2× Platinum        |
| 1982 | Mirage             | 1   | 5  | 2   | 4   | 12  | -   | -   | 10  | 5   | 2× Platinum        |
| 1987 | Tango in the Night | 7   | 1  | 5   | 2   | 2   | 7   | 25  | 1   | 25  | 3× Platinum        |
| 2003 | Say You Will       | 3   | 6  | 24  | -   | 10  | 51  | -   | 8   | -   | Gold               |
| 2013 | Extended Play      | 48  | -  | -   | -   | -   | -   | -   | -   | -   |                    |